# Hermann Haken (Physiker)

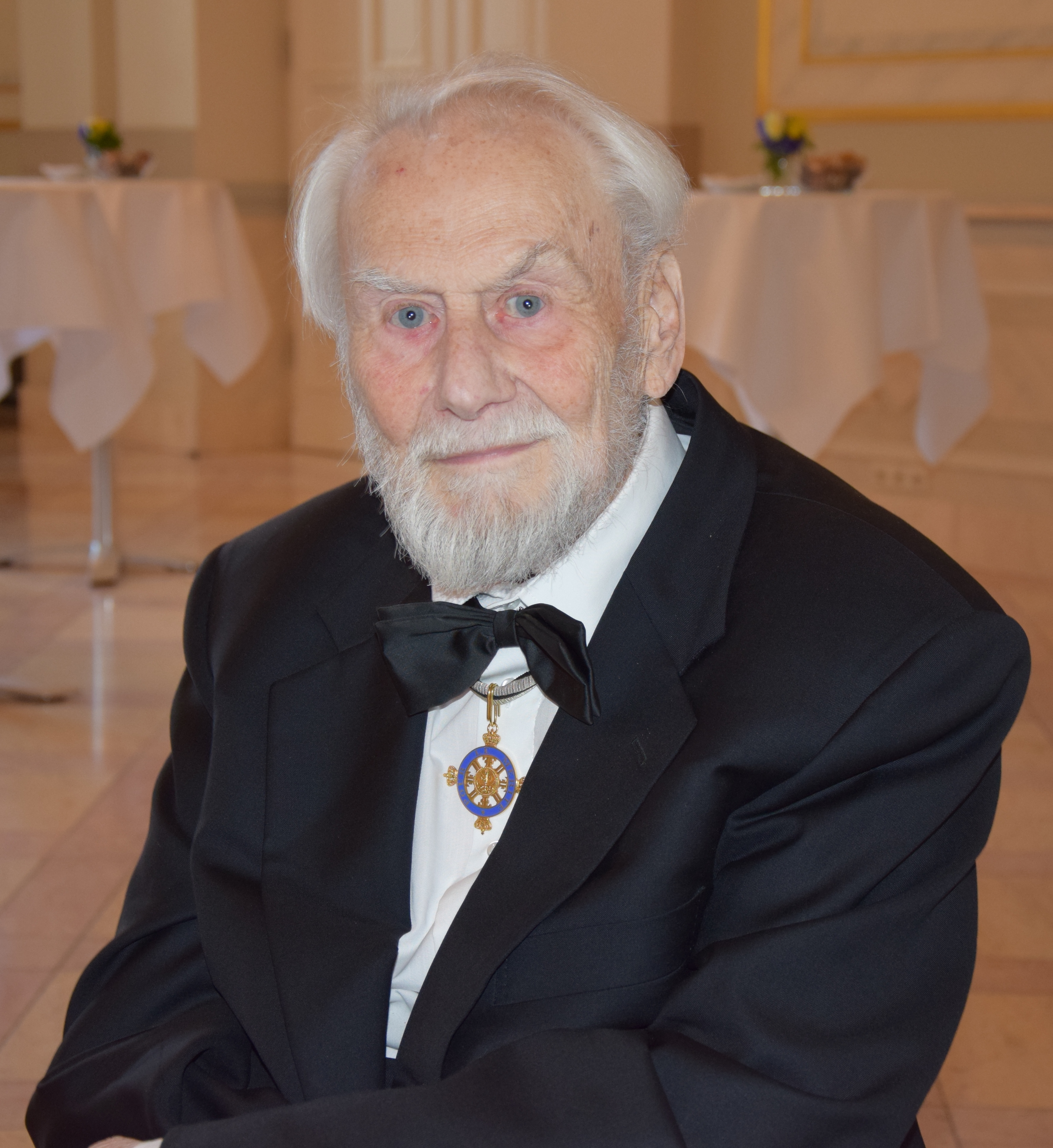
Hermann Haken mit dem Orden Pour le Mérite (2014)

Hermann Haken (* 12. Juli 1927 in Leipzig; † 14. August 2024 in Sindelfingen) war ein deutscher Physiker und Hochschullehrer. Er war ordentlicher Professor für Theoretische Physik der Universität Stuttgart und Begründer der Synergetik.

## Leben
Hermann Haken absolvierte sein Studium der Mathematik und Physik in Halle (Saale) von 1946 bis 1948 und in Erlangen (1948 bis 1950). Die Promotion in Mathematik zum Dr. phil. nat. erlangte er an der Universität Erlangen bei Wilhelm Specht 1951 (Dissertation: Zum Identitätsproblem bei Gruppen). Ab 1952 war er Assistent an der Universität Erlangen, wo er sich 1956 habilitierte und Privatdozent wurde. Er hatte Gastaufenthalte in Großbritannien und in den USA (Frühling 1959 Gastwissenschaftler an der University of Liverpool, 1959/60 Visiting Associate Professor an der Cornell University, Sommer 1960 Gastwissenschaftler an den Bell Telephone Laboratories).
Im Jahr 1960 wurde er auf einen Lehrstuhl für Theoretische Physik (ordentlicher Professor) an der Universität Stuttgart berufen. Er lehrte dort bis zu seiner Emeritierung 1995. 1965 wurde er Honorarprofessor an der Universität Hohenheim.
1961 war er Gastprofessor am Research Institute for Fundamental Physics Yukawa Hall in Kyoto, 1961/62 Berater bei den Bell Laboratories und 1964 bis 1969 war er Berater am Laboratoire Télécommunications (ITT) in Paris. 1969 bis 1975 war er außerdem Professeur Associé an der Universität Straßburg. 1970 bis 1976 war er im wissenschaftlichen Rat des Max-Planck-Instituts für Festkörperforschung in Stuttgart. 1972 bis 1978 war er in der IUPAP-Kommission für Statistische Physik und 1973 bis 1976 Direktor der Abteilung Quantenoptik der Deutschen Physikalischen Gesellschaft. Hermann Haken war seit 1953 verheiratet mit Edith Haken, geborene Bosch; das Ehepaar hatte drei Kinder und lebte in Sindelfingen.

## Werk
Hermann Haken beschäftigte sich mit nichtlinearer Optik, insbesondere Laserphysik, sowie mit Festkörperphysik, statistischer Physik und Gruppentheorie. Haken baute sein Institut innerhalb kurzer Zeit zu einem internationalen Zentrum der Lasertheorie aus, nachdem Theodore Maiman im Mai 1960 den ersten experimentellen Laser realisiert hatte. 1962 konnte Haken eine abgeschlossene Theorie des Lasers vorstellen, die dem Institut internationale Beachtung verschaffte. Die Interpretation des Laserprinzips als Selbstorganisation von Nichtgleichgewichtssystemen führte Ende der 1960er Jahre zur Entwicklung der Synergetik, als deren Begründer Haken heute bekannt ist. 1985 hatte er bereits über 200 Fachveröffentlichungen vorzuweisen. Er ist Autor mehrerer Bücher, darunter eine Einführung in die Synergetik, sowie Herausgeber einer Buchreihe zu diesem Gebiet. Später wandte er sich Anwendungen der Synergetik zum Studium der Funktion des Gehirns zu.

## Ehrungen und Mitgliedschaften
Haken wurde 1982 Mitglied der Bayerischen Akademie der Wissenschaften, 1982 Mitglied der Leopoldina, 1988 Mitglied der Braunschweigischen Wissenschaftlichen Gesellschaft, 1989 Mitglied der Heidelberger Akademie der Wissenschaften sowie 1991 Mitglied der Academia Europaea und der Europäischen Akademie der Wissenschaften und Künste. Er war auch Mitglied der Leibniz-Sozietät. Weitere Ehrungen:
- 1976: Max-Born-Preis der Deutschen Physikalischen Gesellschaft und des British Institute of Physics
- 1981: Albert A. Michelson Medal des Franklin Institute (USA)
- 1982: korrespondierendes Mitglied der Bayerischen Akademie der Wissenschaften
- 1984: Mitgliedschaft im Orden pour le mérite für Wissenschaft und Künste
- 1985: EPS travel lectureship award
- 1986: Großes Bundesverdienstkreuz mit Stern[4]
- 1986: Ehrenprofessur am Shanghai Institute of Mechanical Engineering und an der Northwestern University in China.[5]
- 1990: Max-Planck-Medaille der Deutschen Physikalischen Gesellschaft
- 1990: Karl-Kupfmüller-Ehrenring der Technischen Hochschule Darmstadt[5]
- 1992: Honda Prize in Japan und Goldene Ehrenmedaille der Stadt Sindelfingen[5]
- 1993: Arthur-Burkhardt-Preis
- 1994: Lorenz-Oken-Medaille der Gesellschaft Deutscher Naturforscher und Ärzte
- 2021: Friede-Gard-Preis[7] für Nachhaltige Ökonomik.

Ihm wurden Ehrendoktorwürden (Dr. rer. nat. h. c.) der Universität Essen (1982), der Universidad Nacional de Educación a Distancia in Madrid (1987), der Florida Atlantic University (1992), der Universität Regensburg (1994) und der Technischen Universität München (1997) verliehen.

## Bücher
- mit Peter J. Plath u. a.: Beiträge zur Geschichte der Synergetik. Allgemeine Prinzipien der Selbstorganisation in Natur und Gesellschaft. Springer Spektrum, Wiesbaden 2016, ISBN 978-3-658-12951-4.
- mit P. Levi: Synergetic agents: From Multi-Robot Systems to Molecular Robotics. Wiley-VCH, 2012, ISBN 978-3-527-41166-5.
- Brain Dynamics: synchronization and activity dynamics in pulse-coupled neural nets with delay and noise. Springer Verlag, 2007 (Springer Series in Synergetics)
- Synergetic computers and cognition: a top down approach to neural nets. Springer, 1991, 2. Auflage 2004.
- Principles of Brain Functioning. Springer, 1996.
- mit Hans Christoph Wolf: Molekülphysik und Quantenchemie – Einführung in die theoretischen und experimentellen Grundlagen. Springer, 1992, 5. Auflage 2006 (englische Ausgabe 1995).
- Laser Light Dynamics. 1985.
- Light: Waves, Photons, Atoms. 1981.
- mit Hans Christoph Wolf: Atom- und Quantenphysik. Springer-Verlag, 1980; 2. Auflage 1983; 8. Auflage, 2003, ISBN 3-540-02621-5. (englische Ausgabe 1984).
- Information and Self-Organization: a macroscopic approach to complex systems. Springer, 3. Auflage 2006 (Springer Series in Synergetics).
- mit Günther Schiepek: Synergetik in der Psychologie: Selbstorganisation verstehen und gestalten. Hogrefe, Göttingen 2006.
- Erfolgsgeheimnisse der Natur: Synergetik, die Lehre vom Zusammenwirken. DVA, 1981; Ullstein, 1988; Rowohlt, 1995 (auch ins Englische, Italienische, Spanische, Japanische und Chinesische übersetzt).
- Die Selbststrukturierung der Materie: Synergetik in der unbelebten Welt. Vieweg, 1991.
- mit Maria Haken-Krell: Entstehung von biologischer Information und Ordnung. Wissenschaftliche Buchgesellschaft, 1989, 1995.
- mit Maria Haken-Krell: Erfolgsgeheimnisse der Wahrnehmung. 1992.
- mit A. Wunderlin: Die Selbststrukturierung der Materie. 1991
- Synergetics. Introduction and Advanced Topics. 3. Auflage 1983; Neuauflage: Springer, 2004 (zuerstals Advanced Synergetics:Instability Hierarchies of self organizing systems and devices. Springer, 1983).
  - deutsche Übersetzung: Synergetik, eine Einführung: Nicht-Gleichgewichts-Phasenübergänge und Selbstorganisation in Physik, Chemie und Biologie. Springer, 1977 (auch 1977 in englischer Ausgabe und ins Russische, Chinesische und Ungarische übersetzt).
- als Herausgeber: Cooperative Phenomena. Springer, 1973.
- Licht und Materie, Bd. 1: Elemente der Quantenoptik. 1979, 2. Auflage, Bibliographisches Institut (BI), Mannheim 1989, Bd. 2: Laser. BI, 1981.
- Laser Theory. In: S. Flügge (Hrsg.): Handbuch der Physik. Band 25/2c. 1970; Nachdruck: Springer, 1984.
- Quantenfeldtheorie des Festkörpers. Teubner, 1973 (englische Ausgabe 1976, 2. Auflage 1983, auch ins Japanische, Russische und Tschechische übersetzt)
- als Herausgeber: Excitons at high density. Springer, 1975.